# Ualabi rupestre de cua de pinzell
El ualabi rupestre de cua de pinzell (Petrogale penicillata) és una espècie ualabi, un dels ualabis rupestres del gènere Petrogale. Viu a piles rocoses i penya-segats al llarg de les Serralades Australianes, des d'uns 100 km al nord-oest de Brisbane fins al nord de Victòria, en vegetació que va de selves pluvials a boscos esclerofil·les secs. Les seves poblacions han sofert un declivi greu al sud i l'oest de la seva distribució, però continua sent localment comú al nord de Nova Gal·les del Sud i el sud de Queensland.